# الجابیه
الجابیه (به عربی: الجابیة) یک شهرک و محوطه باستانی در سوریه است که در استان درعا واقع شده‌است.